# Плейделл-Бувери, Уильям, 3-й граф Рэднор
Уильям Плейделл-Бувери, 3-й граф Рэднор (англ. William Pleydell-Bouverie, 3rd Earl of Radnor ; 11 мая 1779 — 9 апреля 1869) — британский пэр. Он носил титул учтивости — виконт Фолкстон с 1779 по 1828 год.

## Происхождение и образование

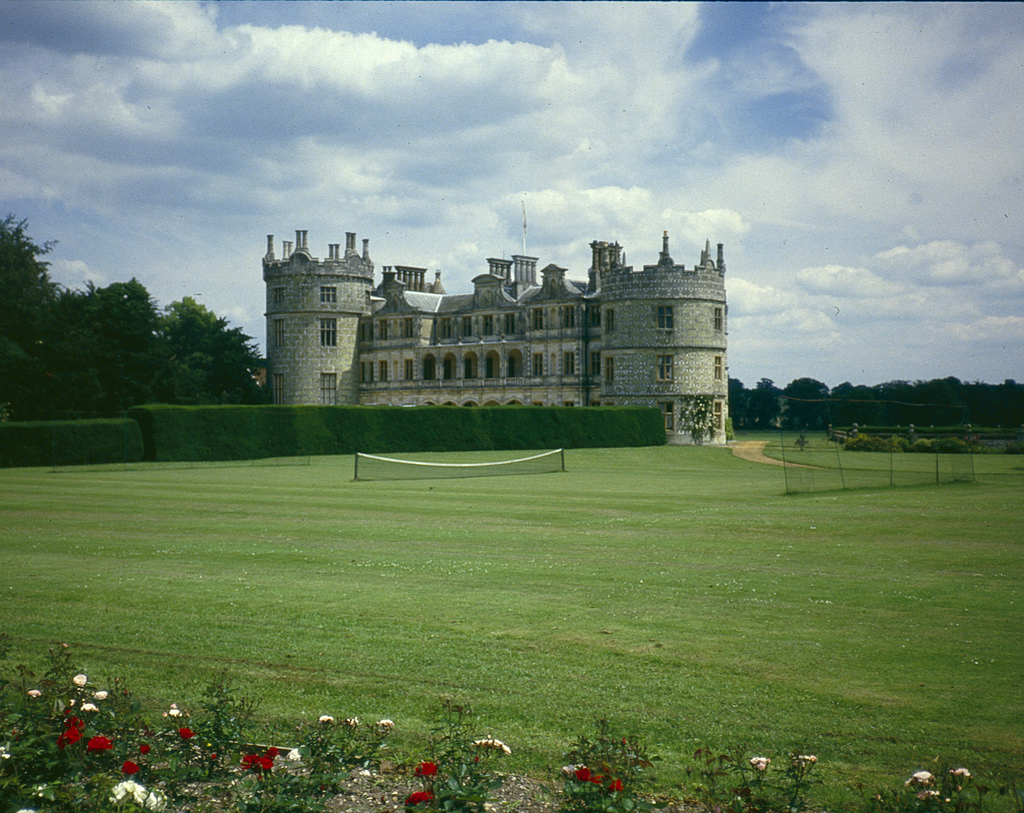
Замок Лонгфорд — родовая резиденция графов Рэднор

Родился 11 мая 1779 года. Старший сын Джейкоба Плейделл-Бувери, 2-го графа Рэднора (1750—1828), и достопочтенной Энн Данкомб (? — 1829), дочери Энтони Данкомба, 1-го лорда Фивершема, и Энн Хейлз. Он получил образование в Эдинбургском университете и Брасенос-колледже в Оксфорде.

## Карьера
Виконт Фолкстон заседал в Палате общин Великобритании от Даунтона (1801—1802), Солсбери (1802—1818), Даунтона (1818—1819) и Солсбери (1820—1828).
27 января 1828 года после смерти своего отца Уильям Плейделл-Бувери унаследовал титулы 3-го графа Рэднора, 3-го барона Плейделл-Бувери из Колсхилла (графство Беркшир), 4-го виконта Фолкстона из Фолкстона (графство Кент), 4-го лорда Лонгфорда (графство Беркшир) и 6-го баронета де Бувери из Сент-Кэтрин-Кри, став членом Палаты лордов Великобритании.
В ноябре 1801 года виконт Фолкстон был назначен заместителем лейтенанта графства Беркшир, где лордом-лейтенантом был его отец. В марте 1803 года он получил от своего отца чин капитана Королевского ополчения Беркшира. В июне 1805 году виконт Фолкстон вышел в отставку и перешел в Беркширский йоменский полк. С 1812 по 1817 год — подполковник Королевской милиции Беркшира. В феврале 1828 года он сменил своего отца на посту регистратора (судьи) Солсбери. Лорд Рэднор был назначен заместителем лейтенанта Уилтшира в августе 1839 года.
Лорд Рэднор занимал пост управляющего Французской больницей во время ее переезда из Финсбери в новое внушительное здание больницы в Виктория-парке, Хакни, спроектированное Робертом Льюисом Румье. Последующие графы Рэднор были управляющими больницы с восемнадцатого века по 2015 год.

## Браки и дети
2 октября 1801 года виконт Фолкстон женился первым браком на леди Кэтрин Пелэм-Клинтон (6 апреля 1776 — 17 мая 1804), единственной дочери Генри Пелэм-Клинтона, графа Линкольна (1750—1778), старшего сына и наследника Генри Пелэм-Клинтона, 2-го герцога Ньюкасла. У супругов было одна дочь:
- Леди Кэтрин Плейделл-Бувери (8 июля 1801 — 21 февраля 1875), в 1828 году вышла замуж за Эдварда Пери Бакли

24 мая 1814 года он женился вторым браком на Джудит Энн Сент-Джон-Милдмей (2 апреля 1790 — 27 апреля 1851), дочери сэра Генри Сент-Джон-Милдмей, 3-го баронета, и Джейн Милдмей. У супругов было пятеро детей:
- Джейкоб Плейделл-Бувери, 4-й граф Рэднор (18 сентября 1815 — 11 марта 1889), старший сын и преемник отца.
- Достопочтенная Энн Мэри Плейделл-Бувери (16 января 1817 — 18 июля 1825)
- Достопочтенный Эдвард Плейделл-Бувери (26 апреля 1818 — 16 декабря 1889)
- Леди Джейн Харриет Плейделл-Бувери (апрель 1819 — 7 июня 1903), вышла замуж за Уильяма Эллиса.
- Леди Мэри Плейделл-Бувери (22 декабря 1825 — 24 октября 1900), вышла замуж за Джеймса Уайльда, 1-го барона Пензанса.